# 111 Herculis
111 Herculis (111 Her / HD 173880 / HR 7069) es una estrella de magnitud aparente +4,35 en la constelación de Hércules.
Se encuentra a 93 años luz del sistema solar.
111 Herculis figura catalogada en las bases de datos como gigante blanca de tipo espectral A5III.
Con una temperatura efectiva de 8567 K, su diámetro angular de 0,52 ± 0,02 milisegundos de arco permite evaluar su diámetro real, siendo éste un 60% más grande que el diámetro solar.
Su velocidad de rotación es de al menos 72 km/s.
111 Herculis es una estrella cuyo contenido en metales —entendiendo como tales aquellos elementos más pesados que el helio— es superior al del Sol.
A excepción del cobre, todos los elementos evaluados presentan niveles más altos que en nuestra estrella; el itrio es 25 veces más abundante que en el Sol, mientras que bario y estroncio son, respectivamente, 17 y 10 veces más abundantes.
Aunque en menor medida, el hierro es también sobreabundante ([Fe/H] = +0,33).
Se piensa que 111 Herculis es una estrella binaria, si bien nada se sabe sobre su compañera estelar.
También figura como miembro del grupo de las Híades, asociado con el cúmulo del mismo nombre en la constelación de Tauro.